# Pseudanthias hypselosoma
Pseudanthias hypselosoma är en fiskart som beskrevs av Bleeker, 1878. Pseudanthias hypselosoma ingår i släktet Pseudanthias och familjen havsabborrfiskar. Inga underarter finns listade i Catalogue of Life.